# 朱知炯
河东荣懿王朱知炯（1499年—1564年8月14日），明朝河东荣安王朱奇淮孙，镇国将军朱表枋嫡次子。

## 生平
弘治十七年（1504年）二月赐名。
正德五年（1510年），父亲朱表枋去世。正德九年（1514年），祖父朱奇淮去世。正德十三年（1518年）六月，明武宗遣清平伯吳傑、禮部左侍郎王瓚、武安侯鄭綱、吏部左侍郎王鴻儒、長寧伯周塘、寧陽侯陳繼祖、隆平伯張瑋、宣城伯衛錞、武平伯陳熹、懷寧侯孫瑛、泰寧侯陳儒、建平伯高霳、東寧伯焦洵、大理寺左寺丞李鐸為正使，鴻臚寺左寺丞張文澍、盧永春、翰林院編修嚴嵩、檢討吳惠、兵部郎中陳簧、員外郎東魯、吏科給事中劉濟、禮科都給事中朱鳴陽、尚寶司丞劉鈗、中書舍人李兆延、吳瑤、行人司行人余廷瓚、詹軾為副使，持節冊封朱知炯為河東王，兵馬指揮張文的女兒為河東王妃。
嘉靖四十三年（1564年）七月，朱知炯去世，按例賜祭葬，諡榮懿。隆庆元年（1567年），其嫡长子朱新墤袭封河东王。

## 评价
- 《弇山堂别集》卷074：寵祿光大，温柔賢善。